# Abaeté (pleme iz Amazonasa)
Abaeté, naziv za jedno od indijanskih plemena, danas izumrlo, koji su nekada živjeli uz rijeku Madeiru u brazilskoj državi Amazonas, a spominje ih C. de Acuña. Martius vjeruje da je ovo pleme identično plemenu Abacátes koje spominje S. de Vasconcellos, što se smatra teško vjerojatnim.
Ime im navodno dolazi od aba-eté (=pametni ljudi; clever men). Ne smiju se brkati s istoimenim plemenom Abaeté iz Minas Geraisa.